# 車体装架カルダン駆動方式
車体装架カルダン駆動方式（しゃたいそうかカルダンくどうほうしき）は、電車のモーター駆動方式のうち、カルダン駆動方式の一種。
通常のカルダン駆動方式では台車にモーターを固定して搭載するが、この方式では車両の車体側にモーターを固定して搭載する。
モーターの整備性が良いという長所はあるが、動力伝達機構が長大かつ複雑になり、総合的には整備性が良くない。このため、日本の鉄道では特殊な使用例があるのみである。
なお呼び方はまちまちで、車体架装カルダン、車体装荷カルダン、ボディ・カルダンとも呼ばれ、専門家の間でも、共通した正式な呼称が存在しないが、これも日本においてのイレギュラーさを象徴する事例である。

## 日本での事例

### 戦後の気動車改造電車

#### 登場の原因
太平洋戦争後の日本では、非電化の中小私鉄は、石炭・石油燃料の異常な高騰による運行経費増大に苦しんだ。そのため、1948年以降、各地の非電化私鉄では電気動力への転換が促進され、以後石油燃料の供給やディーゼル機関技術が改善されてディーゼル動力化が容易になる1952年頃まで、電化ブームの様相を呈した。
この過程で、従来保有していたガソリンカー（ガソリンエンジン動力の気動車、通称「ガソ」）を、電車に改造して使用する鉄道事業者が続出した。このような例は以前から無かったわけではないが、その大部分はエンジンを取り外して電車用マスターコントローラーのみを搭載し、無動力の付随制御車として通常の電車と編成を組ませたものである。
しかし、1940年代末期の電化ブームによる気動車改造電車には、電動車になったものが登場した。車両の絶対数自体が不足している私鉄では、保有車両は極力動力車にする必要があったためである。それぞれが工夫を凝らした結果、中には広義のカルダン駆動車になってしまったものがあった。

#### 機構
気動車は、床下のエンジンからプロペラシャフトとベベルギアを介して車軸を駆動しているが、エンジンと変速機を取り外してモーターを取り付け、車軸側の逆転器（兼ベベルギア）を固定式としたものである。モーターは車体に固定され、動力伝達するプロペラシャフトにはカルダンジョイントが付いている。したがってモーター重量は完全にバネ上重量となる。
性能から言えば、当時においては通常の吊り掛け駆動方式を用いる方が理想的であり、車体装架カルダンの採用は、「緊急性を要し、吊り掛け駆動装置・台車の手当が付かなかった」、「費用の関係で、吊り掛け駆動モーターを載せられない気動車用台車を流用せざるを得なかった」がゆえのイレギュラーなものでしかなかった。
このガソ改タイプの車体装架カルダンを「直角カルダン駆動」と表現する文献も多い。確かに広義の直角カルダンとも言えるが、本来の直角カルダン駆動との関連性は希薄である。
「技術的進歩・発展を意図して開発されたシステム」ではなく、「応急措置的に用いられた手法」であって、偶然にカルダン駆動方式となったに過ぎず、本流とは離れた傍系の技術であった。

#### 代表的な使用例
- 栃尾鉄道（のち越後交通栃尾線）
1949年の電化時に、気動車改造電車（モハ201 - 206）、および自社工場製電車（モハ209・210）に採用。モーターは東急の56kW級中古品を1両に1個（気動車改造車）あるいは2個（自社工場製車）搭載。これらは原則的に1960年頃までに通常の吊り掛け式、あるいは垂直カルダン式、もしくは無動力の制御車に改造された。
例外として、1952年に自社で製造したモハ209は、機関車のようなデッキを前後に持つ異様な車両であったが、モーター4個中、両端連結面側の2個は定格出力42kWの吊り掛け式、車体中央寄り2個は定格出力56kWの床下装架のカルダン式、しかも、それぞれの歯車比が3.83、4.00と異なる、史上随一の珍車であり、出力196kWと同線在籍の電気機関車（デキ51。42kWモーター4基搭載）以上の強力車でもあった。このモハ209のみ、1973年の部分廃線までこの機構を保ったまま在籍した。
- 淡路交通
1948年の電化時に、気動車改造電車に採用。台車の振り替えによって、通常の吊り掛け駆動（4個モーター車）になったものと、車体装架カルダンの2個モーター車になったものがあった。
- 宮崎交通
電化はしなかったが、1950年にバッテリーカーを導入。これは国鉄の中古気動車（ガソリンカー）キハ40000形の払い下げを受けて改造したもので、エンジンを外して1個モーターの車体装架カルダンとしている。

#### 垂直カルダンとの混同
淡路交通・栃尾鉄道が、のちに垂直カルダン駆動方式を採用したことで、車体装架と垂直式の両者が混同されることがあるが、全くの別方式である。

### 名古屋市電「乗り越しカルダン」車
名古屋市交通局は戦前から路面電車の技術革新に積極的で、1950年代にはいち早く直角カルダン駆動方式や弾性車輪（ゴム挿入式）を採用していた。その一環として、日本車輌製造との共同開発で1956年に製作したのが、車体装架カルダン駆動方式の800型電車である。
「NSL車」と称したこの軽量路面電車は、車体床下中央にトロリーバス用100kW主電動機を1個搭載、ここから前後にカルダンジョイント付きプロペラシャフトを伸ばし、前後両方の台車に駆動力を伝えるという特異な手法を取っていた。
ガソ改カルダン車が、気動車同様に車体内側寄りの車軸を駆動したのに対し、NSLの場合はプロペラシャフトが内側寄り車軸上を乗り越し、車端部側車軸をウォームギアで駆動していた。乗り越しカルダン方式と称される由縁である。
路面電車は交差点で急カーブを通過するので、内側車軸直結ではカルダンジョイントが耐えられないほどの角度を生じてしまう。そのため、食い違いを小さくする対策として、乗り越し構造を用いたものである。
乗り越し構造による外側車軸駆動の起源自体は古いもので、日本車輌製造が1929年に自社で初めて試作製造したボギー式気動車である芸備鉄道（現・JR芸備線）キハ1形・浜松鉄道（のち遠州鉄道奥山線）レカ1形で既に採用されていた（これらは2基エンジン床下搭載で床下スペースが足りずにプロペラシャフト長を稼ぐ必要が生じた故の手法であったが、根元的な採用理由はNSLと共通する）。
走行機器だけでなく、スタイルも斬新で、側面外板をスカート状に路面近くまで伸ばし、大きな窓を備えた軽快なデザインだった。だが普通の路面電車に比べると故障が多く、またあまりに軽すぎてスプリングポイントの復元力に抗し切れず車輪を乗り上げるなどして、脱線事故を頻発させもした。
結果としては失敗作で主力とはならず、800型は1969年までに早期廃車された。その特殊さ故に他社には売却されず、丸ごと魚礁に転用され、現在でも海中に沈んでいる。

### ゴムタイヤ電車
札幌市営地下鉄や新交通システムではゴムタイヤで走行するため、必然的に車体装架方式を採用、自動車と同様の差動装置を介して左右の車輪を駆動する方式となる。
札幌市営地下鉄では、南北線開業当初の2000形で、この方式を採用したが、その後開業した東西線の6000形、南北線でも増備車の3000形以降の車両では一般的な平行カルダン駆動方式となった。また、左右独立でモーターを搭載（1輪1モーター）しているので、差動装置は搭載されていない。

### 超低床路面電車
超低床路面電車のうち、熊本市交通局や岡山電気軌道で導入された、ドイツの設計による通称ブレーメン形がこの方式を採用している。これは通常型の左右輪を一体につなぐ車軸そのものを無くした極端な設計であり、従来の吊り掛け駆動・一般的なカルダン駆動では対処できないことから、広義の車体装架カルダンを用いている（なお、ドイツ製でも広島電鉄5000形電車（コンビーノ）は台車装荷式の直角中空軸積層ゴム駆動方式を採用）。
また、長崎電気軌道3000形電車、長崎電気軌道5000形電車、豊橋鉄道T1000形電車、富山地方鉄道T100形電車、札幌市交通局A1200形電車、阪堺電気軌道1001形電車、函館市交通局9600形電車（リトルダンサータイプU・UaおよびC2）では、従来の日本の技術で極力低床化を実現するため、この駆動方式を採用したが、2017年に登場した鹿児島市交通局7500形電車（リトルダンサータイプX）では新型台車とモーターの小型化により一般的なWNドライブで100%超低床を実現している。

## 日本国外の事例
海外でこの方式を取り入れた高速鉄道用の車両としては、イタリア・スイス・ドイツを結ぶチザルピーノETR470電車（1993年、フランス・アルストム社製）などが挙げられる。
一方、路面電車では、ドイツのエスリンゲン社で製作されたGT4形（シュトゥットガルトなどで導入）などがある。この車両は2車体の連節車ながら、補助の台枠を設けることで連節部の台車を無くした構造が特徴である。日本では土佐電気鉄道がシュトゥットガルト市電から1編成を購入している。また前述の通り、1990年以降、ブレーメン形などの超低床電車での採用例がある。